# Outtake
En outtake (engelska: borttaget eller bortklippt material) kan vara till exempel en låt som inte har släppts på något originalalbum, men som ändå spelats in under samma period. Bonusspår kan betraktas som en typ av outtake.
En känd outtake är Bob Dylans Blind Willie McTell, inspelad samtidigt som skivan Infidels 1983, men utgiven först 1991 på samlingsboxen The Bootleg Series Volumes 1-3.

## Exempel på skillnaden mellan outtake och bonusspår
- "Vid sidan av albumet finns det även en del outtakes."
- "På den brittiska utgåvan är spår nummer 11 ett bonusspår."